# Multitude (Album)
Multitude ist das dritte Album des belgischen Musikers Stromae. Es wurde am 4. März 2022 beim Label Mosaert veröffentlicht und ist sein erstes Album seit Racine carrée 2013.

## Singles
Am 15. Oktober 2021 erschien die Single Santé, eine Hommage um „die zu feiern, welche nicht feiern können“. Zuvor hatte sich Stromae aus gesundheitlichen Gründen für sechs Jahre aus der Öffentlichkeit zurückgezogen. Am 9. Januar 2022 erschien die zweite Single L’enfer, in der Stromae über Depressionen singt. Stromae sang das Lied erstmals anlässlich eines Interviews in einer Nachrichtensendung im französischen Sender TF1. Dies rief gemischte Reaktionen hervor, während viele die gelungene Einbettung des Songs lobten, kritisierten andere die Aktion als reine Werbeaktion für das Album, was in einer Nachrichtensendung nicht angebracht sei.

## Album
Am 4. März 2022 erschien das gesamte Album Multitude. Unter anderem in Frankreich, Belgien und der Schweiz erreichte es Platz 1 der Charts, in Österreich Platz 2 und in Deutschland Platz 4. Das Album wurde von Polydor und Stromaes eigenem Musik- und Fashionlabel Mosaert veröffentlicht.
Das Album Multitude (zu Deutsch „Vielzahl/Vielfalt“) greift auf eine Vielzahl musikalischer Inspirationen aus aller Welt zurück. Stromae bediente sich bei Musikstilen aus Südamerika, Afrika und Asien. Auch die Inhalte der Songs sind divers, gesellschaftliche Probleme (Santé, Fils de Joie), Stromaes neue Vaterrolle (C’est que du bonheur) sowie gute wie auch schlechte Tage kommen zur Sprache (Mauvaise journée, Bonne journée).
Neben den beiden Singles Santé und L’enfer wurde auch ein Musikvideo zum Lied Fils de Joie veröffentlicht.
Stromae trat mit seinen Liedern unter anderem bei Jimmy Fallon (Santé) und Jan Böhmermann (L’enfer) auf.

## Titelliste
Alle Texte wurden von Stromae geschrieben; die Musik wurde von Stromae komponiert, sofern nicht anders angegeben. Luc Van Haver ist Stromaes Bruder.
| Nr. | Titel                | Musik                               | Länge |
| --- | -------------------- | ----------------------------------- | ----- |
| 1.  | Invaincu             |                                     | 2:05  |
| 2.  | Santé                | Stromae, Moon Willis, Juanpaio Toch | 3:11  |
| 3.  | La solassitude       |                                     | 3:02  |
| 4.  | Fils de joie         |                                     | 3:15  |
| 5.  | L’enfer              |                                     | 3:09  |
| 6.  | C’est que du bonheur | Stromae, Moon Willis                | 2:42  |
| 7.  | Pas vraiment         | Stromae, Selman Faris               | 2:42  |
| 8.  | Riez                 |                                     | 3:21  |
| 9.  | Mon amour            | Stromae, Luc Van Haver              | 2:52  |
| 10. | Déclaration          |                                     | 3:04  |
| 11. | Mauvaise journée     |                                     | 3:07  |
| 12. | Bonne journée        | Stromae, Luc Van Haver, Orelsan     | 3:12  |

## Kommerzieller Erfolg

### Chartplatzierungen
| ChartsChartplatzierungen     | Höchstplatzierung | Wochen |
| ---------------------------- | ----------------- | ------ |
| Deutschland (GfK)            | 4 (9 Wo.)         | 9      |
| Flandern (Ultratop)          | 1 (… Wo.)         | …      |
| Frankreich (SNEP)            | 1 (130 Wo.)       | 130    |
| Österreich (Ö3)              | 2 (8 Wo.)         | 8      |
| Schweiz (IFPI)               | 1 (34 Wo.)        | 34     |
| Vereinigtes Königreich (OCC) | 94 (1 Wo.)        | 1      |
| Wallonie (Ultratop)          | 1 (168 Wo.)       | 168    |

| ChartsJahrescharts (2022) | Platzierung |
| ------------------------- | ----------- |
| Flandern (Ultratop)       | 71          |
| Frankreich (SNEP)         | 79          |
| Schweiz (IFPI)            | 3           |
| Wallonie (Ultratop)       | 24          |

### Auszeichnungen für Musikverkäufe
| Land/Region       | Auszeichnungen für Musikverkäufe (Land/Region, Auszeichnung, Verkäufe) | Verkäufe |
| ----------------- | ---------------------------------------------------------------------- | -------- |
| Belgien (BRMA)    | 3× Platin                                                              | 60.000   |
| Frankreich (SNEP) | 3× Platin                                                              | 300.000  |
| Insgesamt         | 6× Platin ·                                                            | 360.000  |